# Royal College of Obstetricians and Gynaecologists
Royal College of Obstetricians and Gynaecologists (RCOG) – Stowarzyszenie założone w Wielkiej Brytanii. Jego członkowie, w tym również osoby bez stopni medycznych, pracy w dziedzinie położnictwa i ginekologii. 
Głównym celem RCOG jest zachęcanie do badań i rozwoju nauki, a także praktyki położnictwa i ginekologii, jak również poprawa opieki zdrowotnej w zakresie seksuologii i reprodukcji poprzez:
- poprawę standardów organizacyjnych i usługowych,
- normy wykonywania zawodu lekarza (oraz aby były odnawiane),
- najlepsze praktyki stanowione przez audyty i badania naukowe,
- ustanowienie mechanizmów monitorowania wdrażania norm,
- informowanie pacjenta na temat, czego ma się spodziewać, kiedy zgłasza się na leczenie[1].

W RCOG działa około 12 500 członków na całym świecie, z których prawie połowa pochodzi spoza Wysp Brytyjskich. College jest reprezentowany w ponad 100 krajach na wszystkich kontynentach.

## Historia

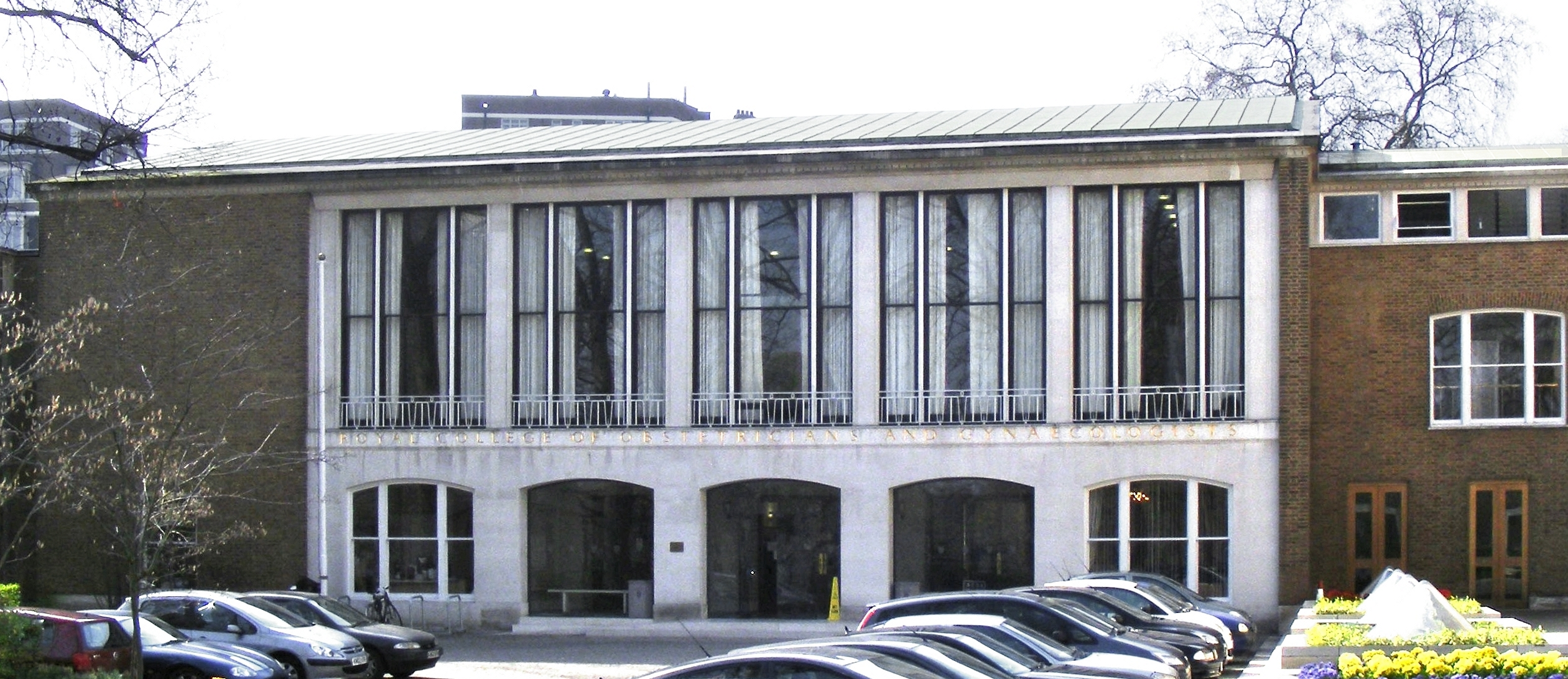
Siedziba RCOG w Londynie

Royal College of Obstetricians and Gynaecologists Założono jako British College of Obstetricians and Gynaecologists we wrześniu 1929 przez profesorów Williama Blair-Bell i Sir Williama Fletcher Shaw. RCOG otrzymał status królewski (Royal) w dniu 21 marca 1947 roku. Przez pierwsze trzy lata, stowarzyszenie miało swoją siedzibę w biurze przy ulicy St John Street 20 w Manchesterze. W 1932 r. siedziba została przeniesiona do Londynu na ulicę Queen Anne Street 58. Budynek został oficjalnie otwarty przez księżną Yorku Elżbietę Bowes-Lyon 5 grudnia 1932 roku. Z powodu ciągłego rozszerzania działalności RCOG, w 1952 roku przeniesiono stowarzyszenie do większych pomieszczeń przy Queen Anne Street. College przeniesiono do obecnej siedziby przy 27 Sussex Place, Regent Park w Londynie. Nowy budynek został oficjalnie otwarty przez Królową Elżbietę II 13 lipca 1960 roku.